# Pitthea mungi
Pitthea mungi là một loài bướm đêm trong họ Geometridae.